# 2943 Хајнрих
2943 Хајнрих (енгл. 2943 Heinrich) је астероид главног астероидног појаса са средњом удаљеношћу од Сунца која износи 2,448 астрономских јединица (АЈ).
Апсолутна магнитуда астероида је 12,8.